# Чемпионат мира по фехтованию 2004
Чемпионат мира по фехтованию в 2004 году проходил 10—11 июня в Нью-Йорке (США). В связи с тем, что в этом году проходили Олимпийские игры в Афинах, соревнования на чемпионате прошли только по видам состязаний, не входящим в олимпийскую программу: командном первенстве на саблях и рапирах среди женщин.

## Общий медальный зачёт
| Место | Страна  | Золото | Серебро | Бронза | Всего |
| ----- | ------- | ------ | ------- | ------ | ----- |
| 1     | Италия  | 1      | 0       | 0      | 1     |
| 1     | Россия  | 1      | 0       | 0      | 1     |
| 3     | Румыния | 0      | 1       | 0      | 1     |
| 3     | США     | 0      | 1       | 0      | 1     |
| 5     | Франция | 0      | 0       | 1      | 1     |
| 5     | Польша  | 0      | 0       | 1      | 1     |

## Медалисты

### Женщины
| Дисциплина                  | Золото                                                                                    | Серебро                                                                 | Бронза                                                                              |
| Рапира Командное первенство | Италия · Маргерита Гранбасси · Джованна Триллини · Валентина Веццали · Элиза Ди Франчиска | Румыния · Лаура Бадя · Роксана Скарлат · Кристина Шталь                 | Польша · Сильвия Грухала · Магдалена Мрочкевич · Анна Рыбицка · Малгожата ВОйтковяк |
| Сабля Командное первенство  | Россия · Екатерина Федоркина · Софья Великая · Елена Нечаева · Светлана Кормилицына       | США · Эмма Баратта · Мариэль Загунис · Сада Джекобсон · Эмили Джекобсон | Франция · Анне-Лиз Туйя · Леонор Перрюс · Сесиль Аржоля                             |